# 賊王 (電影)
《賊王》（英語：Twist）是香港一部奇案三級片，故事改編自「世紀悍匪」張子強的犯罪事跡，由李修賢擔任導演，並由任達華飾演影射張子強的角色。雖然此片是一部噱頭三級片，但李修賢也為拍攝此片而進行充分的資料搜集，也邀請了前記者羅錦輝擔任編劇和協助資料搜集。本電影為朱子聰退行前的告別作，他於10年後重返配音界。
1998年，《賊王》執行導演吳耀權在王晶的支持下，拍攝了續集《驚天大賊王》，繼續由任達華主演，改篇自張子強在械劫解款車案件後的事跡。

## 劇情
任家華（任達華飾）是一位身手了得的大盜，和女友關愛玲（關秀媚飾）裡應外合，劫持了押款車，獲得了巨額贓款。探員李鐵堅（李修賢飾）負責追查此時，並且最終將懷疑的目標鎖定在了任家華和關愛玲的身上，然而卻並沒有確鑿的證據可以指控兩人。李鐵堅關押了任家華和關愛玲，然而，他只有四十八小時的時間，如果在此期限之內兩人沒能夠認罪，那麼他們將徹底逃脫法網。為了得到證詞，李鐵堅決心嚴刑逼供，然而這一招對於身經百戰的任家華和關愛玲卻並沒有什麼用，任家華甚至反咬一口，控告李鐵堅暴力執法。最終，警員們決定聯起手來，憑藉著他們的智慧將兩人繩之於法。

## 演員
| 演員   | 角色                 | 身份 / 關係                    | 配音員 |
| 任達華 | 任家華               | 影射張子強                     | 任達華 |
| 關秀媚 | 關愛玲               | 影射張子強的妻子羅艷芳         | 鄭麗麗 |
| 李修賢 | 李鐵堅               | 重案組總督察                   | 朱子聰 |
| 周文健 | Michael (Doctor Lam) | 重案組督察                     | 鄧榮銾 |
| 黃柏文 | 阿咩                 | 重案組警署警長                 | 古明華 |
| 關寶慧 | 阿寶                 | 重案組探員                     | 林珊珊 |
| 紀家發 | Eric                 | 重案組探員                     | 紀家發 |
| 劉兆銘 | 陳 Sir               | 有組織罪案及三合會調查科總警司 | 源家祥 |
| 樊少皇 | Smarty               | 重案組探員                     | 陳欣   |
| 成奎安 | 毛東                 | 協助任家華械劫解款車           | 楊捷康 |
| 黃光亮 | 毛西                 | 協助任家華械劫解款車           | 黃光亮 |
| 黃錦燊 | 黃國偉               | 皇家大律師                     | 楊捷康 |

## 電影分級
該片在香港被分類為第三級，未滿18歲人士不得觀看。